# Carpelimus
Carpelimus är ett släkte av skalbaggar som beskrevs av Kirby 1819. Carpelimus ingår i familjen kortvingar.

## Dottertaxa tillCarpelimus, i alfabetisk ordning[1][2]
- Carpelimus abdominalis
- Carpelimus aeolus
- Carpelimus aequalis
- Carpelimus agonus
- Carpelimus apacheanus
- Carpelimus aridus
- Carpelimus arizonae
- Carpelimus armatus
- Carpelimus basicornis
- Carpelimus beattyi
- Carpelimus bilineatus
- Carpelimus bipuncticollis
- Carpelimus blediinus
- Carpelimus bonnelli
- Carpelimus brachypterus
- Carpelimus caseyi
- Carpelimus chapini
- Carpelimus confinis
- Carpelimus conformis
- Carpelimus confusus
- Carpelimus congener
- Carpelimus conjunctus
- Carpelimus convexulus
- Carpelimus correctus
- Carpelimus corticinus
- Carpelimus cubensis
- Carpelimus danforthi
- Carpelimus darlingtoni
- Carpelimus debilis
- Carpelimus decoloratus
- Carpelimus delicatus
- Carpelimus demmeli
- Carpelimus dentiger
- Carpelimus despectus
- Carpelimus detractus
- Carpelimus difficilis
- Carpelimus discipennis
- Carpelimus dissonus
- Carpelimus egregius
- Carpelimus elongatulus
- Carpelimus erichsoni
- Carpelimus exiguus
- Carpelimus facetus
- Carpelimus fenderi
- Carpelimus filum
- Carpelimus fontinalis
- Carpelimus foveolatus
- Carpelimus fuliginosus
- Carpelimus fulvipes
- Carpelimus gilae
- Carpelimus gracilis
- Carpelimus graphicus
- Carpelimus halophilus
- Carpelimus haplomus
- Carpelimus harneyi
- Carpelimus heidenreichi
- Carpelimus imbellis
- Carpelimus imitator
- Carpelimus impressus
- Carpelimus impunctus
- Carpelimus incertus
- Carpelimus ingens
- Carpelimus inquisitus
- Carpelimus insolitus
- Carpelimus lacustris
- Carpelimus languidus
- Carpelimus lepidus
- Carpelimus lindrothi
- Carpelimus maculicollis
- Carpelimus memnonius
- Carpelimus modestus
- Carpelimus morio
- Carpelimus nanuloides
- Carpelimus nanulus
- Carpelimus nitidus
- Carpelimus obesus
- Carpelimus obliquus
- Carpelimus obsolescens
- Carpelimus occiduus
- Carpelimus pacificus
- Carpelimus pallidulus
- Carpelimus pauperculus
- Carpelimus pertenuis
- Carpelimus petomus
- Carpelimus phaios
- Carpelimus phloeoporinus
- Carpelimus poseyensis
- Carpelimus probus
- Carpelimus prolixus
- Carpelimus prominens
- Carpelimus providus
- Carpelimus pudicus
- Carpelimus punctatellus
- Carpelimus pusillus
- Carpelimus quadripunctatus
- Carpelimus rivularis
- Carpelimus robustulus
- Carpelimus rulomus
- Carpelimus salicola
- Carpelimus salinus
- Carpelimus schneideri
- Carpelimus scrobiger
- Carpelimus scrupulus
- Carpelimus sculptilis
- Carpelimus sericeus
- Carpelimus simplarius
- Carpelimus sordidus
- Carpelimus subterraneus
- Carpelimus subtilicornis
- Carpelimus subtilior
- Carpelimus subtilis
- Carpelimus temporalis
- Carpelimus testaceipennis
- Carpelimus uniformis
- Carpelimus vancouverensis
- Carpelimus varicornis
- Carpelimus weissi
- Carpelimus vespertinus
- Carpelimus volans
- Carpelimus zealandicus